# Presidência da Igreja Cristã Maranata
A Presidência da Igreja Cristã Maranata constitui seu órgão máximo de autoridade e é composta por um único membro: o presidente. Este exerce um modelo de governo de caráter episcopal, altamente centralizado em sua figura, atuando simultaneamente como líder espiritual e administrador da denominação.
A Igreja Cristã Maranata adota uma estrutura unitária e centralizada, na qual todas as igrejas locais estão diretamente vinculadas à sede nacional, localizada em Vila Velha, no Estado do Espírito Santo. Os membros se reúnem em igrejas locais, que, agrupadas em conjuntos de duas ou mais, formam os chamados “Polos”. Um conjunto de Polos constitui uma “Área”, e várias Áreas compõem uma “Região”. Cada Região (ou conjunto de Regiões) corresponde a um Estado da Federação ou ao Distrito Federal e, por sua vez, encontra-se subordinada à Presidência da igreja.
Originou-se a partir de uma cisão ocorrida no seio da Igreja Presbiteriana do Brasil (IPB), especificamente na Primeira Igreja Presbiteriana de Vila Velha. O episódio central da ruptura envolveu a eleição para o cargo de pastor efetivo daquela comunidade, na qual o Rev. Jedaías Gueiros - irmão de Gedelti Gueiros - saiu derrotado. O desfecho provocou descontentamento entre alguns membros, entre eles Gedelti, que já vinha sendo influenciado por correntes do evangelicalismo pentecostalismo, especialmente pelo Pr. Jonas José Marques.
A dissidência resultou na saída de um grupo expressivo de fiéis da IPB, liderado por Gedelti Gueiros e por seu sogro, o Pr. Manoel dos Passos Barros, que se tornaria o primeiro presidente da nova denominação. A família Gueiros, juntamente com outros dissidentes, levou consigo mais de 80 membros, número considerado significativo para a época, o que contribuiu de forma decisiva para a formação e crescimento da então chamada Igreja Cristã Presbiteriana - nome que a denominação manteve até 1980, quando passou a se identificar oficialmente como Igreja Cristã Maranata.
Foi oficialmente fundada em 1968, tendo como primeiro presidente o Pr. Manoel dos Passos Barros, sogro de Gedelti Gueiros. Em seguida, a presidência foi ocupada pelo Pr. Edward Hemming Dodd, cunhado de gedelti. Após o período de liderança de Dodd, Gedelti Gueiros assumiu a presidência da igreja, cargo que exerceu por mais de cinco décadas. Depois de sua morte, foi sucedido por seu primo, o Pr. Alexandre Gueiros, ex-embaixador, genro do Pr. Dodd.

## Lista de Presidentes
| Nome                               | Mandatos        |
| ---------------------------------- | --------------- |
| Manoel dos Passos Barros           | 1970-1986       |
| Edward Hemming Dodd                | 1986-2007       |
| Gedelti Victalino Teixeira Gueiros | 2007-2025       |
| Alexandre Ruben Milito Gueiros     | 2025-atualidade |

No período da prisão do terceiro e atual presidente, Pr. Gedelti Gueiros, a Justiça Federal nomeou como Interventor Federal, para ocupar a presidência interinamente, o Pr. Júlio Cezar Costa. No entanto, o Juiz Dr. Ivan Costa Freitas, da 8ª Vara Criminal de Vitória, destituiu o Pr. Júlio Costa para nomear, como seu sucessor, o Engenheiro Antônio Fernando Barroso Ribeiro.

## Legado dos Presidentes

### Legado do Primeiro Presidente (1970-1986) - Pr. Manoel dos Passos Barros
Sob a liderança do Pr. Manoel dos Passos Barros (1970-1986), o qual foi presbítero regente na IPB quando da fundação da ICM, a Igreja Maranata, então Igreja Cristã Presbiteriana, migrou do presbiterianismo ao pentecostalismo restaurocionista.
Segundo o Pr. Amadeu Loureiro Lopes, no culto fúnebre de Gedelti, dia 5 de julho às 20h, transmitido pelo YouTube, foi nesse período que surgiram as doutrinas basilares da igreja: (i) o voluntariado dos pastores como regra (exceto aos funcionários do Presbitério); (ii) doutrina do corpo (sistema hierárquico episcopal da ICM); e (iii) clamor pelo sangue de Jesus, antecedendo cada oração.
Também nesse período atuou o Pr. Jonas José Marques, responsável pela mudança do nome em 1980 de Igreja Cristã Presbiteriana para Igreja Cristã Maranata, e tido como possuidor de espírito de profecia (doutrinas “reveladas”).
Em 1978, surge a Missão Internacional Crisã Maranata (MICM), cujo primeiro presidente foi o Pr. Gedelti, missão esta responsável pela expansão da denominação no Brasil (especialmente na Amazônia ["Missão Amazônia"] e no Nordeste ["Missão Sertão"]).

### Legado do Segundo Presidente (1986-2007) - Pr. Edward Hemming Dodd
O Pr. Edward Hemming Dodd (presidente entre 1986 e 2007) era teólogo e professor universitário, tendo exercido o magistério da igreja, lecionando nos seminários da ICM. Juntamente com sua mulher, a pedagoga Sra. Sarah Victalino Gueiros Dodd, estruturou o ensino infanto-juvenil.
Homem íntegro e de conduta ilibada, fez a denominação ser bem-vista e respeitada.

### Legado do Terceiro Presidente (2007-2025) - Pr. Gedelti Victalino Teixeira Gueiros
Sob a liderança do Pr. Gedelti Gueiros (2007-2025), a ICM conseguiu unificar seu ensino por meio das transmissões via satélite. Outrora, a Escola Bíblica Dominical (EBD) era definida pelo pastor local, seguindo as peculiaridades da igreja. Gedelti passou a ser a figura central, tendo passado toda a sua presidência lecionando nas EBDs, com exclusividade, salvo raras exceções.
Gedelti trouxe novas doutrinas, como as da "Palavra Revelada", "Quinta Medida", "Quimerismo", "Espírito Santo como Sangue de Jesus", tendo-as defendido ferrenhamente e insentivado membros a denunciarem pastores que se lhe opunham.
Em seu governo, a Igreja ficou marcada por escândalos de corrupção e pela prisão de membros da cúpula, incluindo ele próprio e Pr. Antônio Angelo Pereira dos Santos, Pr. Antônio Carlos "Kaká" Rodrigues de Oliveira, Pr. Antônio Carlos Peixoto, Pr. Amadeu Loureiro Lopes, Pr. Carlos Itamar Coelho Pimenta e Pr. Jarbas Duarte Filho.
Também nesse período, a Igreja Maranata passou a demandar diversas ações judiciais contra seus ex-membros que produziam conteúdo apologético contra suas doutrinas exclusivas e contra o exclusivismo religioso.
É lembrado por seus seguidores como voz determinante na construção da identidade institucional da ICM e na preservação da doutrina que apresentou e defendeu com tenacidade até o fim de sua vida, aos 93 anos. Para eles, foi um homem carismático e afável, cuja liderança - por vezes rígida - era percebida como expressão de um zelo intenso pela “Obra”, como é chamada a Maranata por seus membros.
Por seus críticos, é lembrado pela imposição de novas revelações doutrinárias, contra as quais não aceitava oposição, tendo processado judicialmente seus opositores e incentivado a membresia a não comungar com ex-membros, ainda que familiares. Também é associado aos escândalos de 2012 e 2013, período em que chegou a ser preso e em que a instituição teve seu nome publicamente vinculado a investigações sobre corrupção e má gestão de recursos.

### Legado do Quarto Presidente (2025-atualidade) - Pr. Alexandre Ruben Milito Gueiros
Sob a liderança do Pr. Alexandre Gueiros (2025-atualidade), a Igreja Maranata estará a experimentar o fim de uma era, a qual foi marcada por um governo direta e indiretamente exercido por Gedelti ao longo de quase seis décadas.
Alexandre assumiu automaticamente a presidência nos termos do art. 9º, parágrafo segundo, do Estatuto da Igreja Cristã Maranata. No entanto, na Escola Bíblica Dominical de 6 de julho de 2025, apresentou-se como vice-presidente e um simples membro do Conselho Presbiteral, indicando uma possível mudança futura na presidência, pondo fim à tradição de presidência vitalícia e familiar.
Na transmissão de 8 de julho de 2025, pela TV Maanaim, Alexandre deixou claro que não representaria mudança, mas continuidade:
"Apesar disso tudo, o Senhor continua conosco. A doutrina não se altera, será sempre a mesma: Corpo, Sangue, Direção do Espírito Santo, a Palavra Revelada. Continuaremos aí. Nunca o Senhor deixará de nos dirigir. E Graças a Deus, amados irmãos, porque nos temos o Conselho que o Senhor levantou e que vive na dependência do Espírito Santo para tomada de decisões. Conselho sempre sob a direção de nosso querido e inesquecível presidente [Gedelti] sempre foi um instrumento que ele [Gedelti] utilizava com a sabedoria que o Senhor lhe concedeu para buscar a direção do Senhor. Esse Conselho continuará a buscar a direção do Senhor para todas as nossas decisões. Esse Conselho continuará a buscar a direção do Senhor para todas as nossas decisões. Esse é o consolo para nós, é ânimo para nós. O Espírito Santo jamais nos deixará; continuará a nos revelar a medida que nos continuarmos - e continuaremos - dispostos a ouvir que Ele tem a dizer à Sua Igreja."

## Conselho Presbiteral da Igreja Cristã Maranata
Desde a prisão da cúpula da Igreja Cristã Maranata, em 2013, a denominação passou a contar com um braço à Presidência, denominado "Conselho Presbiteral", cuja função é aconselhar o presidente da instituição e votar para eleição de vice-presidente (5 dos membros mais antigos do Conselho, contando o presidente com "voto de qualidade", com valor duplo para fins de empate).

### Conselho Presbiteral: 2013-2020
No período de 2013 a 2020, o Conselho contou com os seguintes membros:
1. Pr. Gedelti Victalino Teixeira Gueiros - Presidente do Conselho Presbiteral e da denominação;
2. Pr. Adaíso Fernandes Almeida;
3. Pr. Alexandre Melo Brasil;
4. Pr. Diniz Cypreste de Azevedo;
5. Pr. Gilson Pereira de Sousa;
6. Pr. José de Anchieta Fraga Carvalho (desligado como conselheiro em 10 de agosto de 2025);
7. Pr. Luiz Eugênio do Rosário Santos;
8. Pr. Marcelo Ferreira do Nascimento; e
9. Pr. Renato Duguay Siqueira.

Em 10 de agosto de 2025, o Pr. José de Anchieta Fraga Carvalho se desligou da Igreja Cristã Maranata, causando grande repercussão, pelo que houve reformulação do Conselho e ordenação cerca de 600 de novos pastores.

### Conselho Presbiteral: 2020-2025
De 3 de outubro de 2020 até 5 de julho de 2025, data da morte do Pr. Gedelti Gueiros, o Conselho Presbiteral contou com os seguintes membros:
1. Pr. Gedelti Victalino Teixeira Gueiros - Presidente do Conselho Presbiteral e da denominação;
2. Pr. Alexandre Rubem Milito Gueiros - Vice-Presidente do Conselho Presbiteral;
3. Pr. Luiz Eugênio do Rosário Santos - Secretário Geral e substituto imediato do Presidente do Conselho;
4. Pr. Adaíso Fernandes Almeida;
5. Pr. Alexandre Melo Brasil;
6. Pr. Amadeu Loureiro Lopes;
7. Pr. Antônio Carlos "Kaká" Rodrigues de Oliveira;
8. Pr. Antônio Carlos Ribeiro;
9. Pr. Diniz Cypreste de Azevedo;
10. Pr. Edilson Rocha Dias;
11. Pr. Gilson Pereira de Sousa;
12. Pr. Luiz Carlos Monferrari de Oliveira;
13. Pr. Luiz Fernando Gaspar Pitta;
14. Pr. Júlio Cezar Costa - ex-presidente interino (quando da Intervenção Federal de 2013);
15. Pr. Kleber O. Freitas;
16. Pr. Marcelo Ferreira do Nascimento;
17. Pr. Renato Duguay Siqueira;
18. Pr. Sílvio Marques; e
19. Pr. Valter dos Santos Babo - falecido em 26 de junho de 2024[20].

## Conselho Presbiteral: 2025-atualidade
Com a morte do Pr. Gedelti Gueiros, a presidência passou a ser do Vice-Presidente, seu primo Pr. Alexandre Gueiros, genro do segundo Presidente (1986-2007), de modo que o Conselho Presbiteral atualmente possui esta configuração:
1. Pr. Alexandre Rubem Milito Gueiros - Presidente do Conselho Presbiteral e da denominação;
2. Pr. Luiz Eugênio do Rosário Santos - Secretário Geral e substituto imediato do Presidente do Conselho;
3. Pr. Adaíso Fernandes Almeida;
4. Pr. Alexandre Melo Brasil;
5. Pr. Amadeu Loureiro Lopes;
6. Pr. Antônio Carlos Oliveira;
7. Pr. Antônio Carlos Ribeiro;
8. Pr. Diniz Cypreste de Azevedo;
9. Pr. Edilson Rocha Dias;
10. Pr. Gilson Pereira de Sousa;
11. Pr. Luiz Carlos Monferrari de Oliveira;
12. Pr. Luiz Fernando Gaspar Pitta;
13. Pr. Júlio Cezar Costa - ex-presidente interino (quando da Intervenção Federal de 2013);
14. Pr. Kleber O. Freitas;
15. Pr. Marcelo Ferreira do Nascimento;
16. Pr. Renato Duguay Siqueira; e
17. Pr. Sílvio Marques.

Até o momento, o cargo de Vice-Presidente encontra-se vago, de modo que, segundo o art. 10, parágrafo segundo, Estatuto da Igreja Cristã Maranata, o Conselho deverá se reunir em até 90 (noventa) dias, a contar da vacância, para que seu Presidente e os 5 (cinco) membros mais idosos elejam alguém ao cargo.